# Noccaea goesingensis
Noccaea goesingensis är en korsblommig växtart som först beskrevs av Eugen von Halácsy, och fick sitt nu gällande namn av Friedrich Karl Meyer. Noccaea goesingensis ingår i släktet backskärvfrön, och familjen korsblommiga växter. Inga underarter finns listade i Catalogue of Life.